# 影山光一
影山 光一（かげやま こういち、1904年1月27日 - 1964年3月26日）は、日本の電機および鉄道技術者で実業家。高知県出身。近畿日本鉄道（近鉄）元専務取締役である。

## 略歴
高知県安芸郡安芸町（現・安芸市）西浜に生まれる。旧制安芸中学校時代には平均点で95点とも98点ともいわれるほどの優秀な成績を残したという。
旧制松山高校を経て1926年に東京帝国大学工学部を卒業し、鈴木商店（現・味の素）に入社。まもなくイギリスに渡り、ウェスティングハウス(WH)の子会社であるメトロポリタン・ビッカース電機会社に工員（名目上は実習生）として勤務、技術を習得した。
1929年、同郷の先輩で近鉄の前身・参宮急行電鉄（参急）の幹部であった井内彦四郎に招聘され、中途入社として参急に入社する。英国からの帰国時には米国でゼネラル・エレクトリック(GE)社とWH社にも立ち寄り、技術を学んでいる。
参急と親会社である大阪電気軌道は、1930年に上本町（現・大阪上本町）駅 - 山田（現・伊勢市）駅間（翌1931年に宇治山田駅まで延伸）に電車による直通運転を開始したが、影山はその直通運転に使用する2200系電車の設計にも関わった。
影山は、参急開業時には伊勢側の車両基地である明星検車区の区長に26歳で就任。運行開始当初、制御装置や抵抗器の故障が多発していた2200系の整備修理に自ら関わり、電気機器を製造した三菱電機の技術者とともに改良を重ね、故障を大きく減らしていった。
参急が関西急行鉄道、さらに近鉄と変わる中で、戦後も同社の技術者として車両設計に携わり、近鉄の車両部に異動した後にも、車両部の直属の部下で影山の後継者的人材でもあった藤縄郁三、片山忠夫、赤尾公之、近藤恒夫らとともに、日本で初めての高加減速車両「ラビットカー」や、そのラビットカーと並行して構想や計画及び設計が進められていた、世界で初めてのダブルデッカー車両「ビスタカー」の開発に関わるなど、近鉄はもとより、日本の鉄道技術史にも大きな功績を残した。なお、藤縄はラビットカーとビスタカーI世の設計〜落成当時の車両部長であり、片山はビスタカーII世の設計開始と相前後して、重役に異動した藤縄の後任で車両部長に昇格した。また、赤尾は藤縄〜片山が車両部長だった頃の車両課長であったが、藤縄や片山・近藤らとともにMM’ユニット方式の研究や開発に、三菱電機の技師であった松田新市らとともに携わり、後に車両部長を経て、影山と同様に同社の取締役級にまで昇格している。
1953年に常務取締役に就任、1960年には専務取締役に昇格したが、1964年、60歳で在職のまま死去した。